# Chrysichthys longidorsalis
Chrysichthys longidorsalis és una espècie de peix de la família dels claroteids i de l'ordre dels siluriformes.

## Morfologia
Els mascles poden assolir els 31,2 cm de llargària total.

## Subespècies
- Chrysichthys longidorsalis longidorsalis (Risch & Thys van den Audenaerde, 1981)
- Chrysichthys longidorsalis nyongensis (Risch & Thys van den Audenaerde, 1985)[5]

## Distribució geogràfica
Es troba a Àfrica: Camerun.